# Ellen Esser
Ellen Esser (* 25. November 1942 in Berlin) ist eine deutsche Autorin, Sängerin, Schauspielerin und Hörspielsprecherin.

## Schauspielerin
Esser besuchte die St. Ursula Schule in Berlin und erhielt ihre Schauspielausbildung an der staatlichen Berliner Max-Reinhardt-Schule. 1962–1965 folgte ein Engagement am Theater der Freien Hansestadt Bremen unter der Intendanz von Kurt Hübner, wo sie u. a. mit Regisseuren wie Peter Zadek, Wilfried Minks und Klaus Michael Grüber zusammenarbeitete. 1965 ging sie für ein Jahr ans Hansa Theater in Berlin, das von ihrem Vater Paul Esser geleitet wurde. Weitere Engagements ihrer Karriere waren die Freie Volksbühne Berlin, wo sie unter der Regie von Claus Peymann arbeitete und das Staatstheater Stuttgart unter der Regie von Peter Zadek.
1971 gab sie zunächst die Schauspierei auf, kehrte sie nach Berlin zurück, um das Abitur nachzumachen und auf eine zweijährige Weltreise zu gehen. Ab 1975 begann sie ein Studium der Volkswirtschaft an der FU Berlin, bekam zwei Töchter und gab das Studium nach dem Vordiplom wieder auf.
Ab 1976 spielte Esser wieder in Berlin Theater, am Grips-Theater, an der Schaubühne am Lehniner Platz unter Peter Stein, im Renaissance-Theater, am Schillertheater, Schloßparktheater und mehrmals an der Freien Volksbühne. Mit 46 Jahren beendete sie endgültig ihre Karriere als Schauspielerin. Ihre letzte Rolle war das Apothekerfräulein in der Inszenierung von „Herr Puntila und sein Knecht Matti“ von B. Brecht mit Otto Sander und Katharina Thalbach an der Freien Volksbühne.

## Theaterautorin und Regisseurin
1983 inszenierte sie ihr erstes eigenes Theaterstück: „Und ich beweg mich doch“, im Laboratorium Illustre, dem heutigen Eiszeit-Kino. Es folgten eine Reihe eigener Theaterstücke, die sie im Berliner Off-Theater Bereich aufführte. 1993 schrieb und inszenierte sie mit viel Erfolg „Die komische Verzweiflung der tragischen Madame de Staël“ an der Bremer Shakespeare Company. 1996 inszenierte sie „Roman de Fauvel“, ein Musikstück aus dem 11. Jahrhundert, mit 18 Musikern, 4 Tänzern und dem Schauspieler Nikolaus Dutsch. Die Inszenierung wurde zu den Tanztheatertagen im Pfefferberg Berlin eingeladen.

## Veranstalterin
2002 eröffnete Esser im Kulturhaus Tacheles in Berlin-Mitte den coolTURladen. In einem Team von Regisseuren und Dramaturgen wurden unentdeckte Theaterstücke von Schauspielern szenisch gelesen; die bekanntesten waren Leslie Malton, Guntbert Warns, Judy Winter, Anna Thalbach und Wilhelm Wieben. Darüber hinaus gab es einen Story-Slam, Erotische Erzählungen, eine Performance-Reihe und verschiedene Musikcontests.

## Schriftstellerin
2005 verabschiedete sich Esser endgültig vom Theater und begann Prosa zu schreiben. Der erste Roman heißt „Maries Labyrinth“. Begleitend zu dem Roman baute Ellen Esser 2018 zunächst ein Steinlabyrinth auf dem Tempelhofer Feld auf und 2019 bis 2020 ein zweites im Berliner Volkspark Hasenheide. Letzteres wurde besonders zu einem beliebten Treffpunkt; in der Coronazeit konnten heimatlose Musiker dort Open-Air-Konzerte geben. Der zweite Roman, „Rosas Erbe“ wird im November 2023 erscheinen.

## Sängerin
Seit 2022 gründete Esser eine Band, in der sie Sängerin ist und singt Coversongs von den 50er Jahren bis heute. Sie erzählt die Geschichte von Berlin mit den bekannten Liedern der jeweiligen Zeit und ihren Erfahrungen als Zeitzeugin in dieser Stadt über ein ganzes Menschenleben. Zunächst probierte sich die Band in verschiedenen Nachbarschaftsheimen aus, dann trat sie in der Volksbühne am Rosa-Luxemburg-Platz im Roten Salon bei der Talkshow Bonusmaterial als Musik-Act auf, beim großen Sommerfest vom Kulturverein Alte Mostrei Eden und mehrmals im ART Stalker.
Begleitend dreht sie witzige Shorts, mit denen sie ihr Programm kommentiert.

## Filmografie
- Der Kirschgarten (1966) Peter Zadek
- Kolportage (1968) Wilhelm Semmelroth
- Sonntags am Meer (1969) Regie Claus Peymann
- Harlis (1972) Robert van Ackeren
- Wahnsinn, das ganze Leben ist Wahnsinn (1978) Petra Haffter
- Ein Mann will nach oben (1978) Herbert Ballmann
- Die Leidenschaftlichen (1979) Thomas Koerfer
- Schwestern oder Die Balance des Glücks (1979) Margarethe von Trotta
- Christiane F. – Wir Kinder vom Bahnhof Zoo (1981) Ulrich Edel
- Flüchtige Bekanntschaften (1982) Marianne Lüdcke
- Liebe in Deutschland (1983) Andrzej Wajda

## Hörspiele (Auswahl)
- 1968: Michel Déon: Ariadne auf Naxos (1. Athenerin) – Regie: Hans Bernd Müller (Hörspielbearbeitung – RB)
- 1970: Adolf Schröder: Vierzig Zigaretten am Tag, das bringt einen ja um! (Erika) – Regie: Günter Bommert (Hörspiel – RB)
- 1971: N. N.: Herrn Mahtinens Meinung ist frei – Regie: Ulrich Gerhardt (Hörspielbearbeitung – RB)
- 1971: Reinhard Hummel: Arbeiten müssen ... (Erna) – Regie: Raoul Wolfgang Schnell (Hörspiel – RB)
- 1980/81: Heinrich Wulkow: Damals war’s – Geschichten aus dem alten Berlin: Franz im Glück (8 Teile) – Regie: Paul Esser (Hörspielbearbeitung – RIAS Berlin)
- 1986: Joy Markert: Hannes (Emmy) – Regie: Joy Markert (Original-Hörspiel – RB)
- 1986: Karl-Heinz Bölling: Porsche fahren muß Klasse sein – Regie: Gottfried von Einem (Originalhörspiel, Kurzhörspiel – RB)

Quelle: ARD-Hörspieldatenbank